# Sinclair Broadcast Group
Die Sinclair Broadcast Group Inc. (SBG) ist ein US-amerikanisches Medienunternehmen mit Sitz in Hunt Valley. Mit 179 Fernsehsendern ist das Unternehmen eines der größten Rundfunkunternehmen in den USA und erreicht gut ein Drittel aller US-Haushalte.

## Überblick
SBG wird oft mit dem Radiokonglomerat Clear Channel Communications verglichen, das eine ähnliche Stellung auf dem Radiomarkt hält. Kritiker werfen der SBG einen konservativen Standpunkt vor. Die SBG besitzt vor allem lokale Nachrichtensender. Zu den SBG-Stationen gehören Sender aller größeren Networks; die größte Anzahl (20) gehören zum FOX-Network.
Julian Sinclair Smith (* 5. Mai 1920 – † 19. April 1993) gründete 1971 den lokalen Fernsehsender WBFF in Baltimore, Maryland. Daraus entstand im Laufe der Jahre eine Kette von Radio- und Fernsehsendern, die 1986 zur Sinclair Broadcast Group zusammengeführt wurden. 1986 übertrug Julian Sinclair Smith die Firma auf seine vier Söhne.
Die SBG stand 2004 zwei Mal in der öffentlichen Kritik. Im April 2004, als die Gruppe entschied, dass es 8 ABC-Stationen der Gruppe nicht erlaubt sein würde, eine Episode der ABC-Sendung Nightline auszustrahlen, die die bis dahin im Irakkrieg gefallenen Soldaten würdigte. Die Gruppe gab bekannt, die Entscheidung sei gefallen, da die Sendung offensichtlich politische Motive verfolge, und die Erfolge der USA im Irak unterwandere. Mit dieser Entscheidung zog sich SBG Kritik von beiden Seiten des politischen Spektrums zu. 
Im Oktober 2004 wies SBG alle 62 Stationen der Gruppe an, einen Sendeplatz zur Hauptsendezeit für die Dokumentation Stolen Honor: Wounds That Never Heal freizumachen. Der Film setzt sich, nur 2 Wochen bevor der US-Präsidentschaftswahl, kritisch mit dem Engagement des US-Präsidentschaftskandidaten John Kerry in der Antikriegsbewegung auseinander und wird u. a. durch seine Verbindung mit der Gruppe Swiftboat Veterans for Truth von vielen Kritikern als politisch beeinflusst angesehen. Das Democratic National Committee (DNC) legte Beschwerde bei der US-Aufsichtsbehörde FEC ein, die diese allerdings zurückwies. Viele Gruppen und Einzelpersonen, u. a. der Filmemacher Michael Moore, boten der SBG teilweise kostenlos Filmmaterial an, das im Sinne eines Kontrastprogramms zur Kerry-Dokumentation hätte ausgestrahlt werden können. Darunter u. a. die Dokumentation Fahrenheit 9/11 und Going Upriver.
Im Mai 2017 wurde bekannt, dass SBG die Tribune Media Gruppe für 3,9 Milliarden USD mit all ihren Radio- und Fernsehsendern übernehmen möchte. Da dies zu einer zu hohen Marktkonzentration mit insgesamt 233 TV-Stationen US-weit führen wurde, plant SBG nach der Übernahme 23 Stationen auf 18 Medien-Märkten abzustossen. So soll die Zustimmung der FCC zu dem Deal erreicht werden. Kritiker werfen einer Reihe von möglichen Käufern zu große Nähe zu dem dann ehemaligen Besitzer Sinclair vor. Verbraucherschützer werfen dem von Donald Trump eingesetzten FCC-Chairman Ajit Pai vor, er würde den Übernahmeprozess von Sinclair fördern.
Sinclair schreibt den Stationen sogenannte must runs vor, zentral verfasste Berichte, die von den jeweiligen Moderatoren präsentiert werden müssen. Im Frühjahr 2018 bezeichnete ein solcher Bericht Fake News und tendenzielle Berichterstattung als ein in den Medien grassierendes Übel. Die SBG-Stationen wurden dabei als ausgewogen berichtendes Gegenmittel dargestellt. Der Bericht stieß auf breite Kritik sowie auf Widerstand bei manchen Beschäftigten von SBG-Sendern, die ihn für unethisch hielten und fürchteten, dadurch ihre Glaubwürdigkeit zu gefährden.